# Mosonszentmiklós
Mosonszentmiklós (deutsch Sankt Niklas bei Leiden) ist eine Gemeinde in Ungarn im Komitat Győr-Moson-Sopron nahe der Grenze zu Österreich.

## Söhne und Töchter
- Iván Hécz
- István Kormos
- Artúr Nikisch (1855–1922), ungarischer Dirigent
- József Samodai
- Damján György Vargha